# Johannes Schätzl

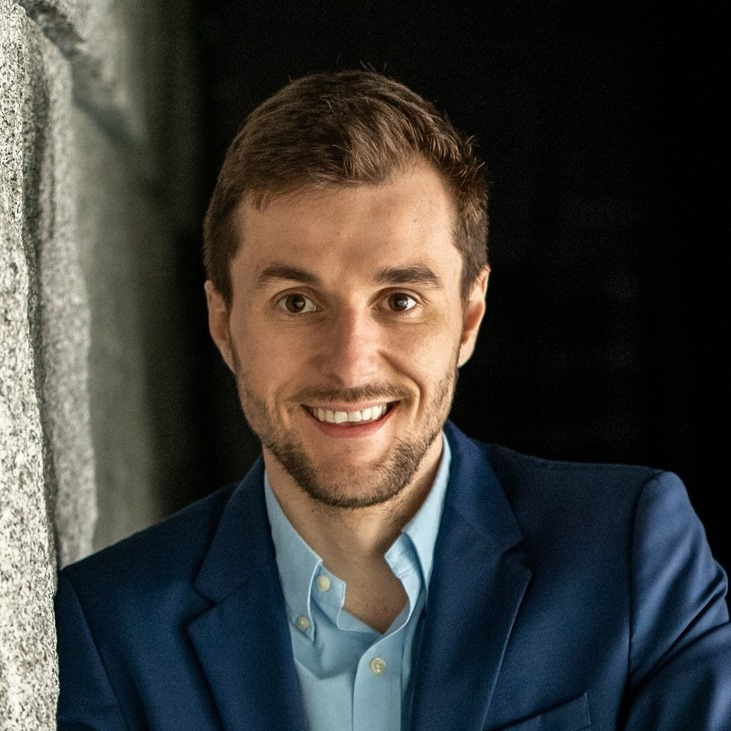
Johannes Schätzl (2021)

Johannes Schätzl (* 10. Juni 1993 in Hutthurm) ist ein deutscher Politiker (SPD) und seit 2021 Mitglied des Deutschen Bundestages. Zusätzlich ist er seit 2022 Mitglied des Beirates der BNetzA und Mobilfunkinfrastrukturgesellschaft (MIG).
Seit 2025 ist er digitalpolitischer Sprecher der SPD-Bundestagsfraktion.

## Leben
Schätzl besuchte die Grundschule in Haag und das Gymnasium in Untergriesbach. Anschließend absolvierte er seinen Bachelor und Master im Bereich Informatik an der Universität Passau. Bei ZF Friedrichshafen arbeitete er als Informatiker im Bereich der Digitalisierung. Schätzl ist Vater eines Kindes.

## Politischer Werdegang

### Stadtrat
Seit 2014 ist Schätzl Mitglied im Stadtrat seiner Heimatstadt Hauzenberg. 

### Deutscher Bundestag
Bei der Bundestagswahl 2021 kandidierte er als Direktkandidat im Bundestagswahlkreis Passau und zog über die Landesliste der SPD in den 20. Bundestag ein. Er war stellvertretender Sprecher der Arbeitsgruppe für Digitales und war außerdem Mitglied des Ausschusses für Ernährung und Landwirtschaft.
Zur Bundestagswahl 2025 trat Schätzl im Bundeswahlkreis Passau sowie auf Listenplatz 3 der BayernSPD an. Er verlor mit 14,9 Prozent der Erststimmen gegen Hans Koller (CSU). Über die Landesliste Bayern zog er in den 21. Deutschen Bundestag ein.
In der 21. Periode des Deutschen Bundestags ist Schätzl zum digitalpolitischen Sprecher der SPD-Bundestagsfraktion gewählt worden. Er ist Mitglied im Ausschuss für Digitales und Staatsmodernisierung und Obmann für die SPD-Fraktion in diesem Ausschuss. Darüber hinaus ist er Mitglied des Innenausschusses.

## Politische Positionen
Als stellvertretender Sprecher der Arbeitsgruppe für Digitales und Verkehr setzt sich Johannes Schätzl für den Ausbau der digitalen Infrastruktur ein. Er war beteiligt an der Gestaltung der Gigabit-Strategie und macht sich für einen lückenlosen Ausbau des 5G-Mobilfunknetzes stark.
Im Rahmen seiner Arbeit im Ausschuss für Ernährung und Landwirtschaft setzte sich Schätzl erfolgreich gegen geplante Kürzungen der Mittel für die Gemeinschaftsaufgabe Agrarstruktur und Küstenschutz (GKA) ein, was von entscheidender Bedeutung für die Stärkung des ländlichen Raumes ist.
Schätzl machte sich auch für den Ausbau und die Förderung von Biogasanlagen sowie für die Nutzung erneuerbarer Energien in Kombination mit der Landwirtschaft stark.
Um die medizinische Versorgung im Landkreis Passau zu verbessern, brachte Schätzl vermehrt die Idee eines auf deutscher Seite stationierten Rettungshubschraubers ins Spiel. Dieser solle Versorgungslücken im ländlichen Raum schließen und der Bevölkerung 24 Stunden am Tag zur Verfügung stehen.

## Weiteres
Schätzl beteiligt sich ehrenamtlich als Vorsitzender der Wasserwacht Hauzenberg und des SV Haag.
Außerdem ist er aktives Mitglied des FC Bundestag.